# Nightmare Alley
Nightmare Alley (bra: O Beco do Pesadelo; prt: Nightmare Alley - Beco das Almas Perdidas) é um filme de suspense psicológico estadunidense de 2021 dirigido por Guillermo del Toro, baseado no romance homônimo de William Lindsay Gresham de 1946. É estrelado por Bradley Cooper, ao lado de Cate Blanchett, Toni Collette, Willem Dafoe, Richard Jenkins, Rooney Mara, Ron Perlman, Mary Steenburgen e David Strathairn.
Del Toro produziu o filme com J. Miles Dale e Cooper. O projeto foi anunciado em dezembro de 2017, sendo seu primeiro longa-metragem desde A Forma da Água (2017). As gravações começaram em janeiro de 2020 em Toronto, Ontário, mas foi encerrada em março de 2020 devido à pandemia de COVID-19. Foi retomada em setembro de 2020 e concluída em dezembro.
Nightmare Alley estreou no Alice Tully Hall em Nova York em 1 de dezembro de 2021 e foi lançado nos cinemas pela Searchlight Pictures nos Estados Unidos em 17 de dezembro de 2021. Recebeu críticas em sua maioria positivas, com críticos elogiando a direção e a cinematografia de del Toro e as performances de Cooper e Blanchett. Arrecadou um total de US$ 9,4 milhões em todo o mundo.

## Elenco
- Bradley Cooper como Stanton "Stan" Carlisle
- Cate Blanchett como Lilith Ritter
- Toni Collette como Zeena Krumbein
- Willem Dafoe como Clement “Clem” Hoately
- Richard Jenkins como Ezra Grindle
- Rooney Mara como Mary Elizabeth "Molly" Cahill
- Ron Perlman como Bruno
- Mary Steenburgen como Miss Kimball
- David Strathairn como Peter "Pete" Krumbein
- Holt McCallany como Anderson
- Clifton Collins Jr. como Funhouse Jack
- Tim Blake Nelson como Carny Boss
- Jim Beaver como Xerife Jedediah Judd
- Mark Povinelli como Major Mosquito
- Peter MacNeill como Juiz Kimball

## Lançamento
O filme teve sua estreia mundial no Alice Tully Hall em Nova York em 1º de dezembro de 2021, acompanhada de exibições simultâneas no Academy Museum of Motion Pictures em Los Angeles e no TIFF Bell Lightbox em Toronto. Foi lançado nos cinemas em 17 de dezembro de 2021.

### Recepção
No Rotten Tomatoes, o filme detém 80% de aprovação com base em 261 críticas, com uma nota média de 7,4/10. O consenso crítico do site diz: "Embora possa não ser tão forte quanto o original, Nightmare Alley de Guillermo del Toro é um thriller noir moderno com um toque agradavelmente polpudo". O Metacritic, que usa uma média ponderada, atribuiu uma pontuação de 69 em 100 com base em 46 avaliações, indicando "críticas geralmente favoráveis".